# Вильфранш-де-Лонша
Вильфра́нш-де-Лонша́ (фр. Villefranche-de-Lonchat) — коммуна во Франции, находится в регионе Аквитания. Департамент — Дордонь. Входит в состав кантона Пеи-де-Монтень и Гюрсон. Округ коммуны — Бержерак.
Код INSEE коммуны — 24584.

## География

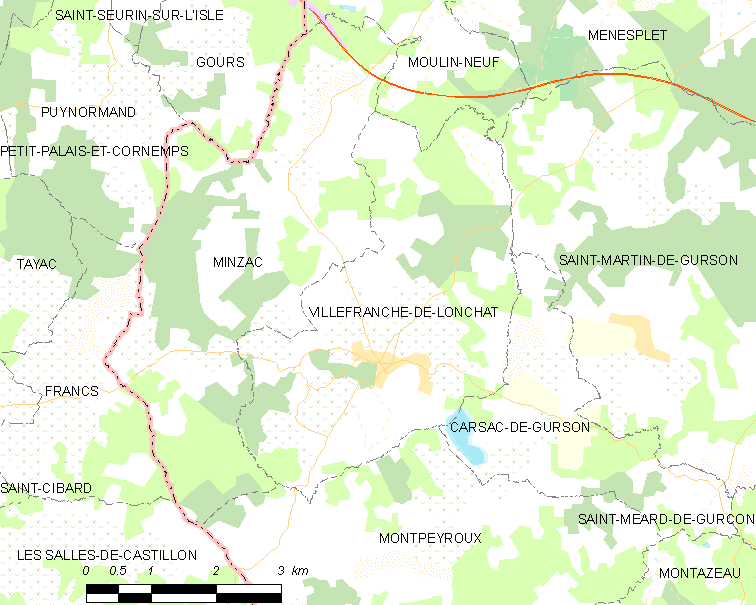
Карта коммуны

Коммуна расположена приблизительно в 470 км к югу от Парижа, в 55 км восточнее Бордо, в 60 км к юго-западу от Перигё.

### Климат
Климат умеренный океанический со средним уровнем осадков, которые выпадают преимущественно зимой. Лето здесь долгое и тёплое, однако также довольно влажное, здесь не бывает регулярных периодов летней засухи. Средняя температура января — 5 °C, июля — 18 °C. Изредка вследствие стечения неблагоприятных погодных условий может наблюдаться непродолжительная засуха или случаются поздние заморозки. Климат меняется очень часто, как в течение сезона, так и год от года.

## Население
Население коммуны на 2010 год составляло 963 человека.
| 1962 | 1968 | 1975 | 1982 | 1990 | 1999 | 2010 |
| ---- | ---- | ---- | ---- | ---- | ---- | ---- |
| 814  | 814  | 740  | 801  | 735  | 787  | 963  |

## Администрация
| Период | Период | Фамилия       | Партия                                 | Примечания              |
| ------ | ------ | ------------- | -------------------------------------- | ----------------------- |
| 2001   | 2020   | Жиль Таверсон | беспартийный → Социалистическая партия | служащий France Télécom |

## Экономика
В 2010 году среди 577 человек трудоспособного возраста (15-64 лет) 418 были экономически активными, 159 — неактивными (показатель активности — 72,4 %, в 1999 году было 66,9 %). Из 418 активных жителей работали 374 человека (194 мужчины и 180 женщин), безработных было 44 (16 мужчин и 28 женщин). Среди 159 неактивных 39 человек были учениками или студентами, 67 — пенсионерами, 53 были неактивными по другим причинам.

## Достопримечательности
- Церковь Успения Пресвятой Богородицы (XIV век). Исторический памятник с 1948 года[5]
- Часовня Св. Анны (XIV век)
- Замок Мондезир (XVIII век)
- Здание мэрии (XIX век). Исторический памятник с 2002 года[6]

## Фотогалерея

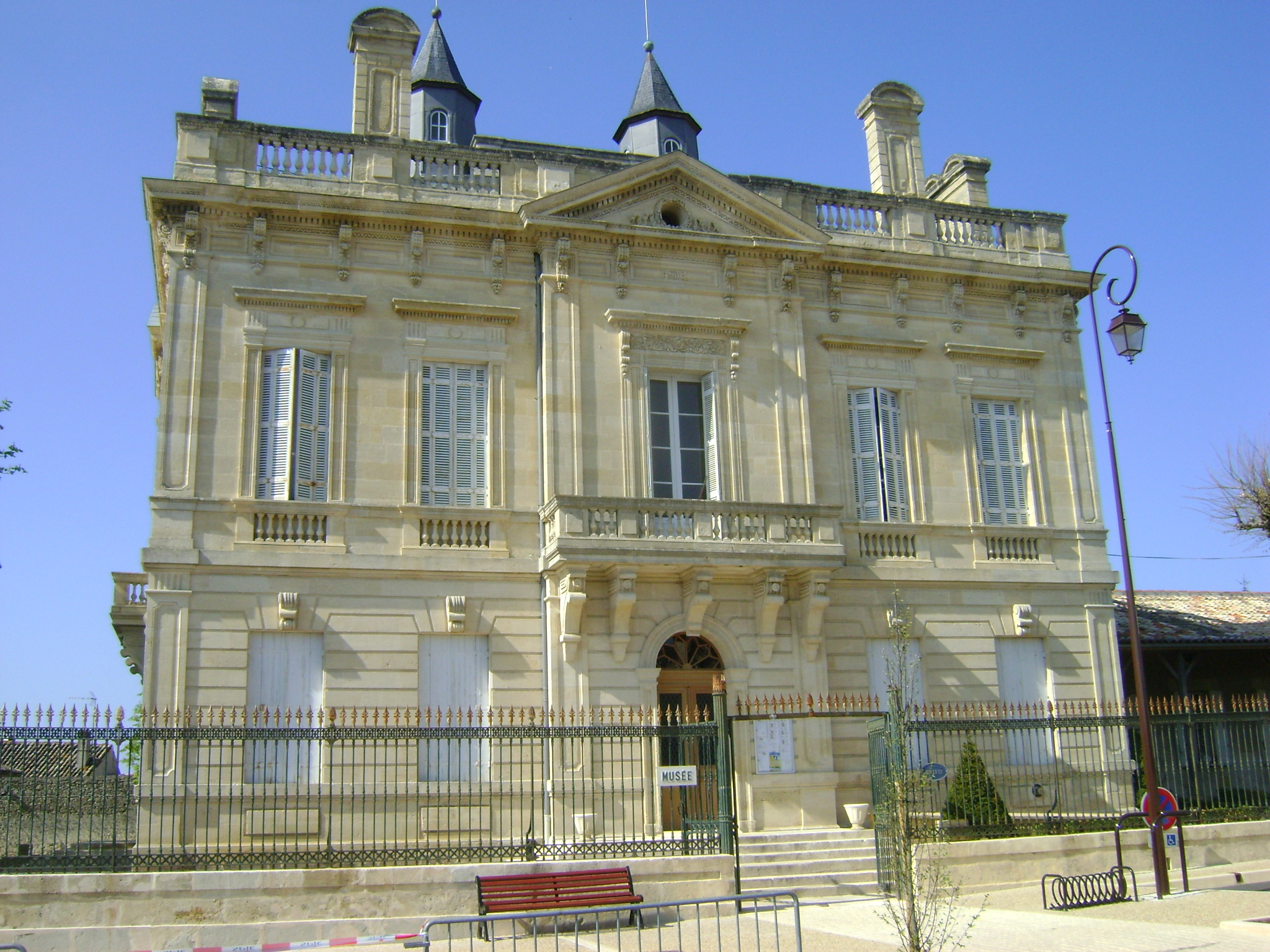
Мэрия
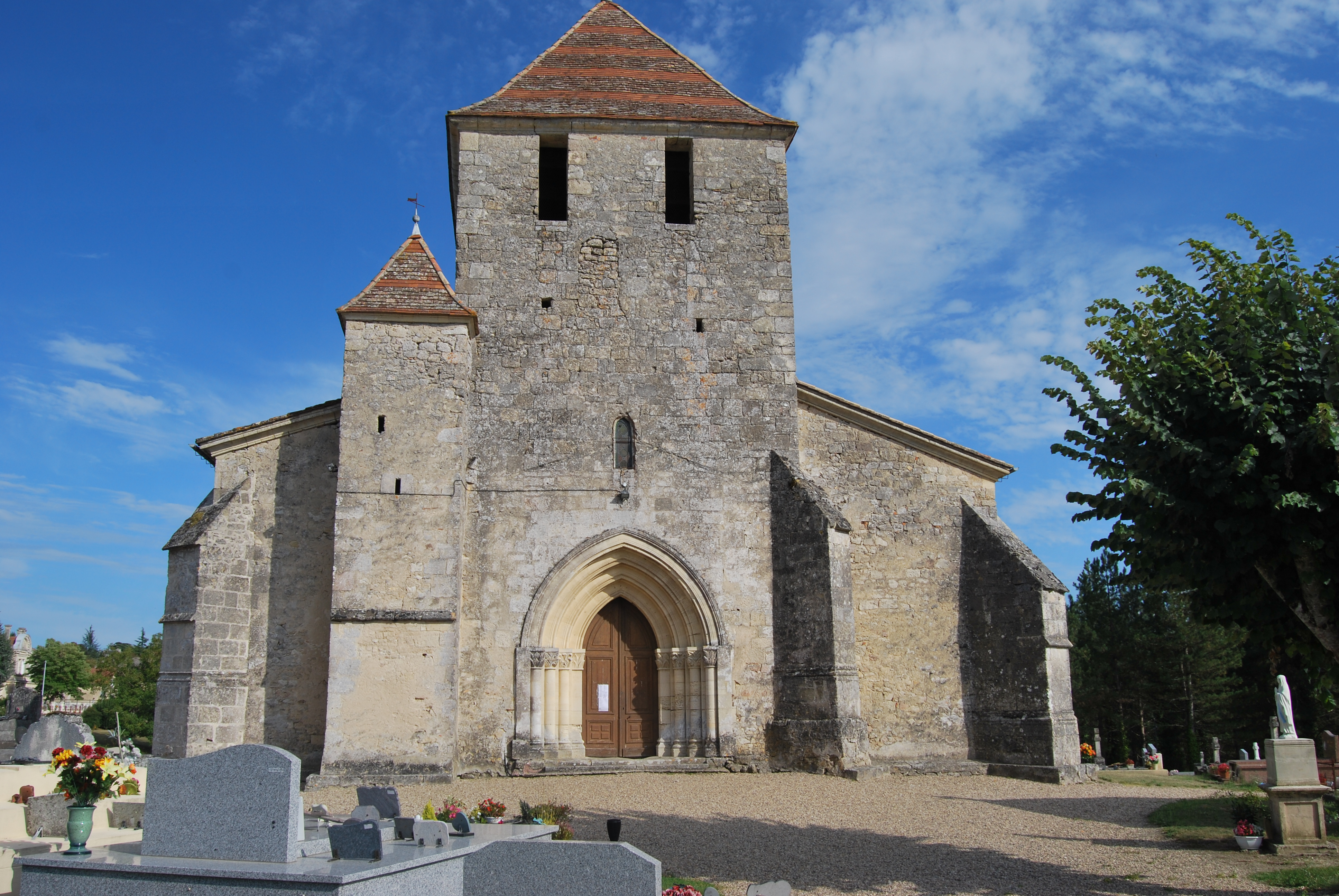
Церковь Успения Пресвятой Богородицы
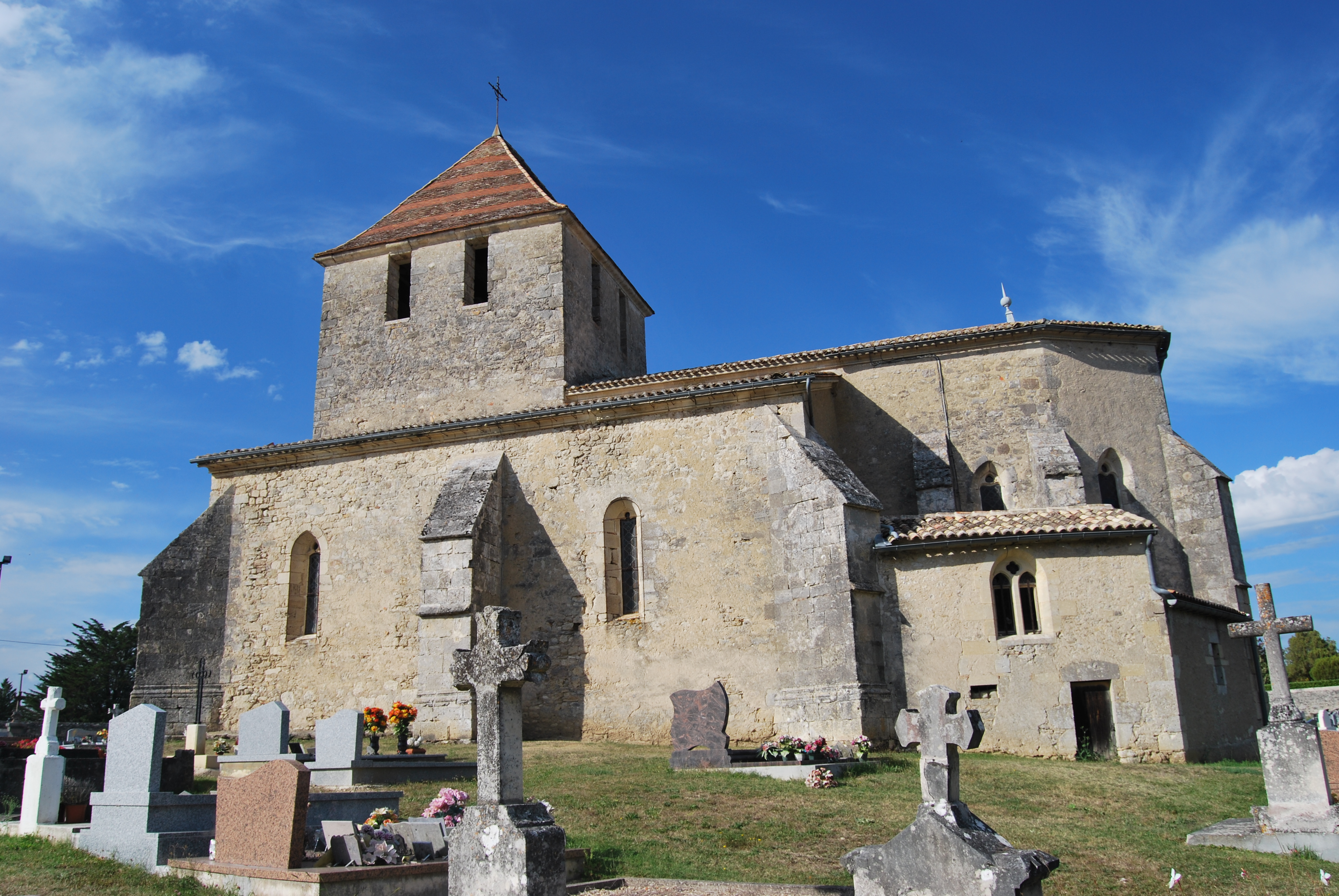
Церковь Успения Пресвятой Богородицы
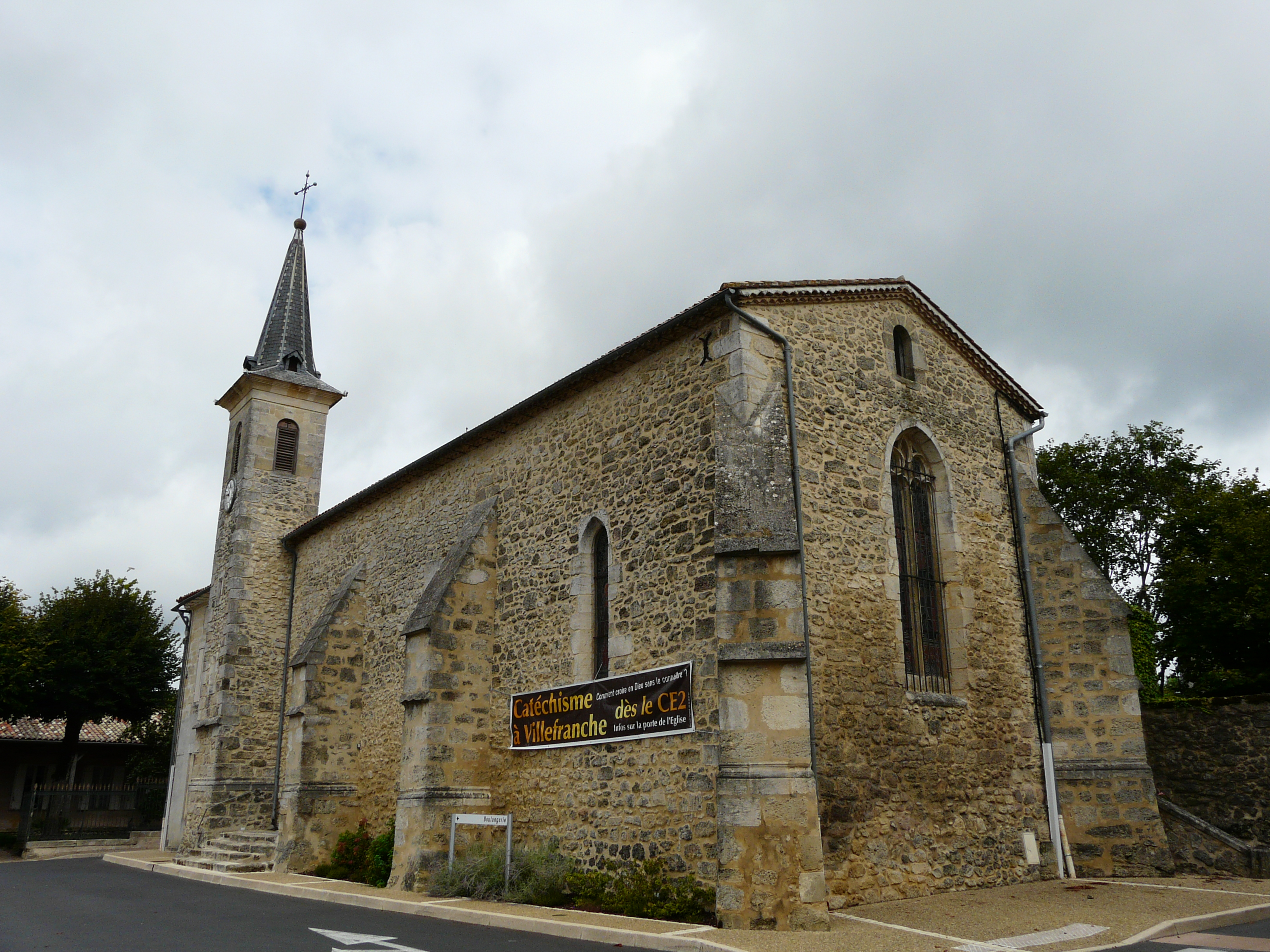
Часовня Св. Анны